# 케이트 더글러스
캐서린 캐드월러더 더글러스(영어: Katherine Cadwallader Douglass, 2001년 11월 17일~)는 미국의 수영 선수로 주 종목은 접영, 개인혼영이다. 올림픽에 2회 참가했고 2020년 하계 올림픽에서 여자 개인혼영 200m 부문 동메달을 획득했다. 이후 2024년 하계 올림픽에서 여자 200m 평영 금메달을 포함하여 금메달 2개와 은메달 2개를 획득했다. 또한 2022년 세계 선수권 대회에서 메달 3개, 2023년 세계 선수권 대회에서 금메달 2개를 포함하여 메달 6개, 2024년 세계 선수권 대회에서 금메달 2개를 포함하여 메달 5개를 획득했다.